# Axel Juel (författare)
Axel Niels Christian Juel, född 12 februari 1883 i Köpenhamn, död 15 juli 1948 i Charlottenlund, var en dansk författare, poet och översättare.

## Biografi
Axel Juel var son till kaptenen Hakon Valdemar Juel (1838-1907) och Nathalia Sophie Christensen (1849-1935). Han tog studentexamen från Lyceum (Nørrebros latin- og realskole) 1901 och examen philosophicum från Köpenhamns universitet 1902. Han studerade sedan latin och franska, samt juridik, men övergav studierna för att försöka bli skådespelare. Detta lyckades inte och han anställdes som assistent på Marineministeriet 1905 och blev fullmäktig tjänsteman 1916. Han blev sedan expeditionssekreterare och arkivarie 1919 och var fungerande kontorschef för ministeriets sekretariat från 1920 innan han blev kungligt utnämnd till befattningen 1923. Denna befattning innehade han till 1943. Han gifte sig 1925 med cand. phil. Anna Louise Rigmor Blume.
Juel började skriva dikter under studieåren och fick sin första dikt publicerad i Tidsskrift for Aandskultur 1903. Han debuterade i bokform med diktsamlingen De første Blomster 1909 och tillsammans med uppföljaren Frimodige Sange (1913) består de av flera kärleksdikter samt skildringar av naturstämningar. I diktsamlingen Vandringsmanden synger (1915) skildras vagabondens frihet och filosofiska reflektioner och i Bogen om Grete (1920) och Rosa (1923) beskrev han olyckliga kärleksförhållanden. De kongelige Hjerter (1921) anses vara en vändpunkt i hans författarskap, då han här övergick till ett större djup och intimitet. Juels religiositet kommer också till uttryck i diktsamlingarna Langs vejene (1924) och I de dybe Skove (1941). Han skrev även flera dikter ägnade till särskilda tillfällen, som Dannebrogens 700-årsjubileum (1919) och 800-årsjubileet till Absalons födelse (1928). Han har även skrivit patriotiska sånger, varav Flaget (1915) är den mest kända, och översatt romersk lyrik till danska. Han tilldelades ett årligt, statligt, stöd för sitt författarskap från 1933.

## Erkännanden
- Otto Benzons Forfatterlegat (1919)
- Holger Drachmann-legatet (1932)
- Ingenio et arti (1934)
- Anckerska legatet (1943)
- Dansk Oversætterforbunds ærespris (1947)
- Helge Rode Legatet (1948)